# Королівський палац Неаполя
40°50′10″ пн. ш. 14°14′57″ сх. д. / 40.836136° пн. ш. 14.249283° сх. д.
Королівський палац Неаполя (італ. Palazzo Reale (Naples)) — одна із колишніх королівських резиденцій у місті Неаполь.

## Історія
У 16 столітті на цьому місці вибудували палац для віце-короля Неаполя дона Фернандо Альварес де Толедо, котрий був віце-королем до власної смерті.
На початку 17 століття палац віце-королів перебудували за проектом архітектора Доменіко Фонтана, позаяк очікували з візитом короля Іспанії Філіпа III разом із дружиною та двором. Але офіційний візит королівського поджужжя не відбувся. Місце вважали вдалим через наближеність до порту Неаполя та втечі з міста морем у разі народних заворушень чи війни.
Будівництво просувалось повільно, допоки віце-королем не був призначений Педро фернандес де Кастро, VII граф Лемос. До 1616 року встигли закінчити головний фасад. До 1620 року встигли декорувати декілька парадних залів палацу, де стінописи і декор створили Джованні Бальдуччі, Караччоло, Белісаріо Коренціо. Був виконаний декор і у Королівській каплиці Успіння.

## Сучасне використання

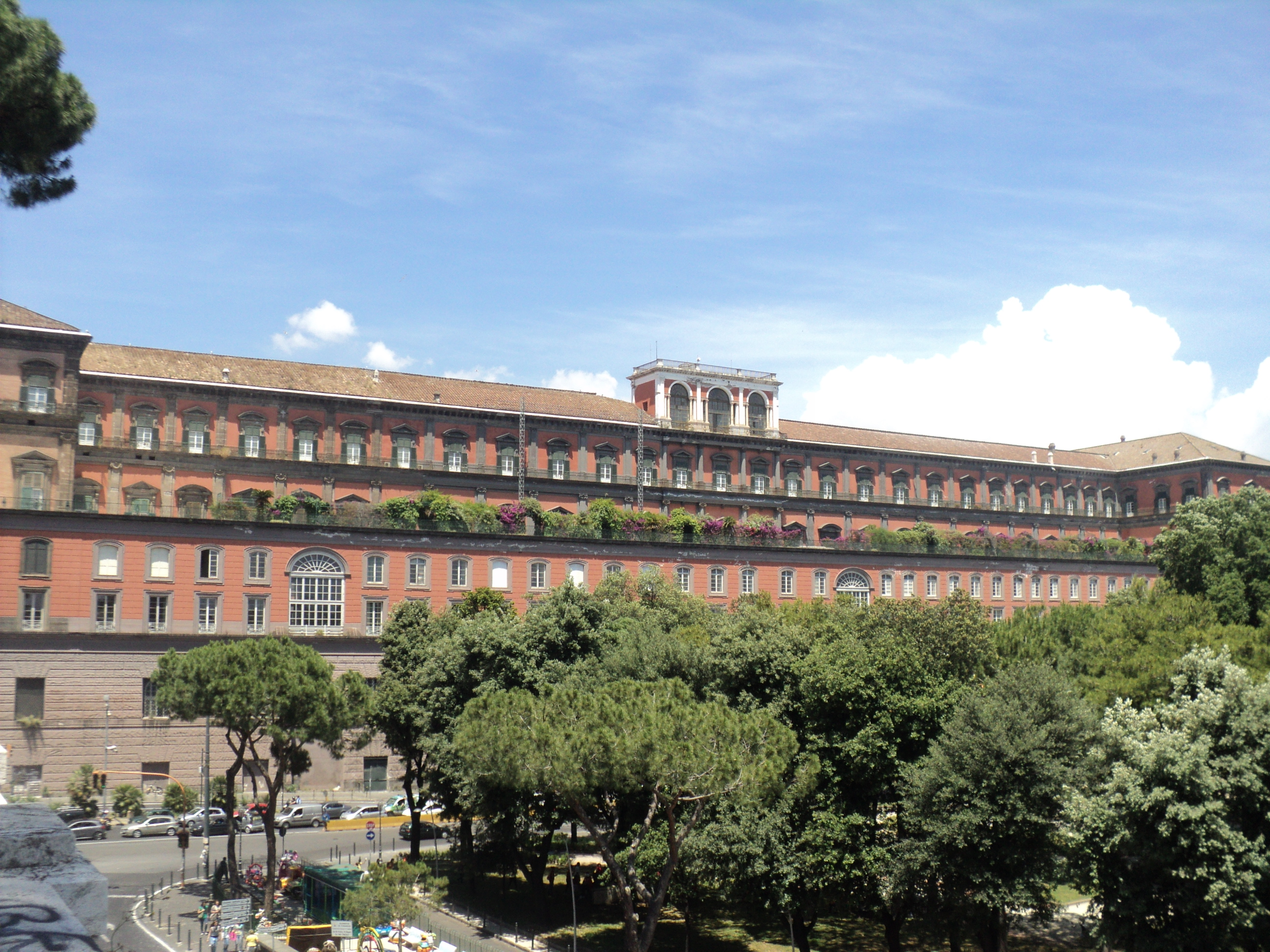

У роки Другої світової війни палац постраждав від вибуху та окупації Неаполя. у повоєнний період був проведений ремонт великої споруди.
У 20 столітті колишній Королівський палац переданий під Національну бібліотеку. Саме тут зберігають і намагаються вивчати античні сувої, знайдені під час розкопок у давньоримському місті Геркуланум.
Невелику решту приміщень відведено під різні державні установи.

## Фасад на сучасну площу Плебісцит

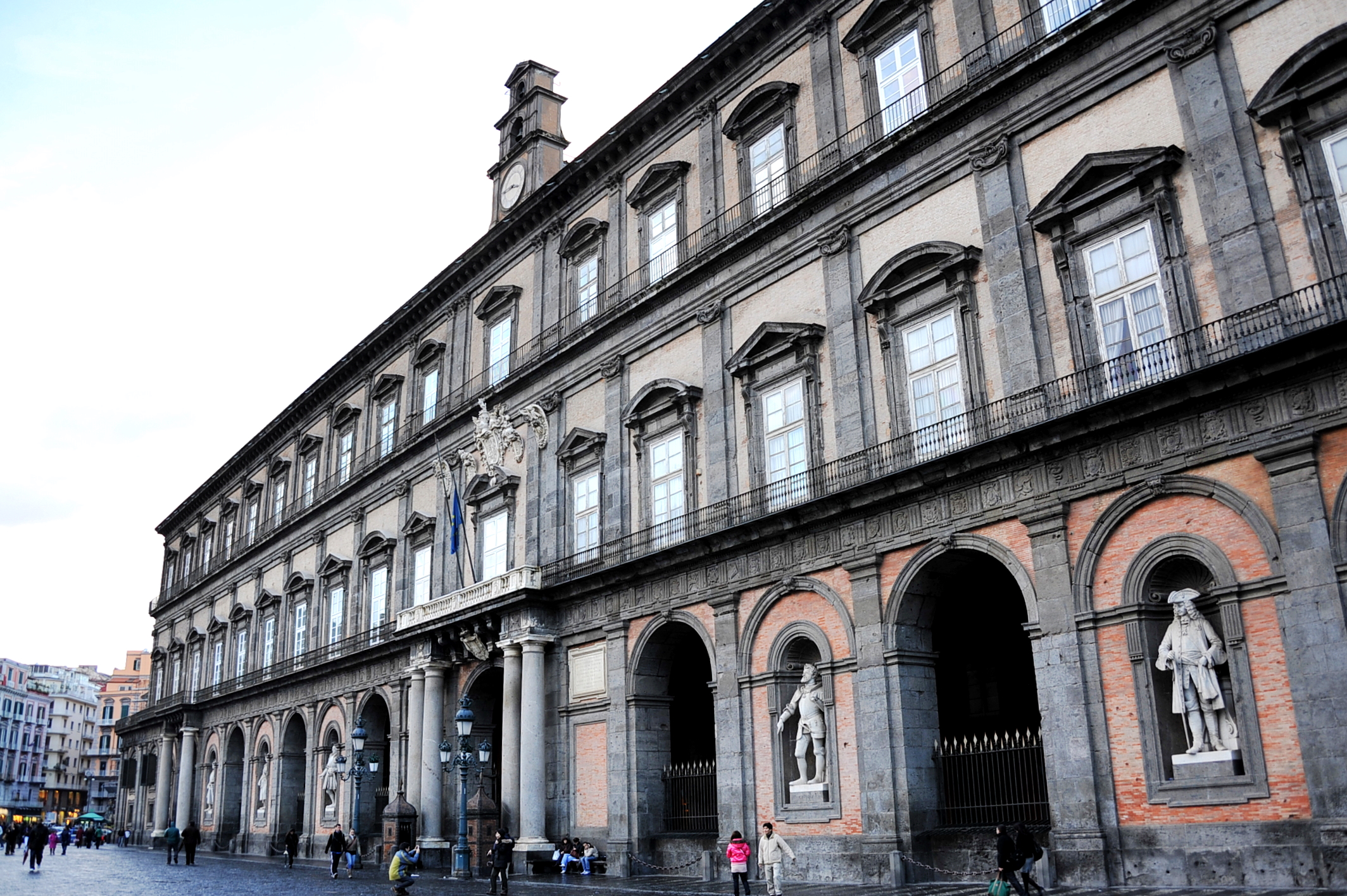
Фасад на сучасну площу Плебісцит, фото 2011 р.

Фасад на сучасну площу Плебісцит має протяжність у 169 метрів і три поверхи. Два верхні поверхи прикрашені лише вікнами та пілястрами між ними. Центр споруди акцентований колонами (перший поверх), балконом та парадним порталом із королівськими гербами (другий поверх). Під час реконструкції палацового крила архітектором Луїджі Ванвітеллі у 18 ст., останній зміцнив його конструкцію і заклав через одну арки лоджії першого поверху. В 19 ст. до бічних фасадів прибудували сліпі арки, на дахах котрих розмістили нові тераси, що збільшило протяжність фасаду бічного корпусу.

## Скульптури королів Неаполя
Король Умберто І Савойський 1888 року видав наказ змінити фасад. Згідно з наказом закладені арки декорували нішами, котрі прикрасили скульптурами неаполітанських королів. Скульптури виконали у стилістиці зайвого пафосу і академічної героїзації історичних персонажів, що дещо контрастує із спокійними формами фасаду в стилі класицизму. Подано вісім скульптур від Рожера Норманського до Віктора Емануїла II.

## Внутрішні дворики палацу

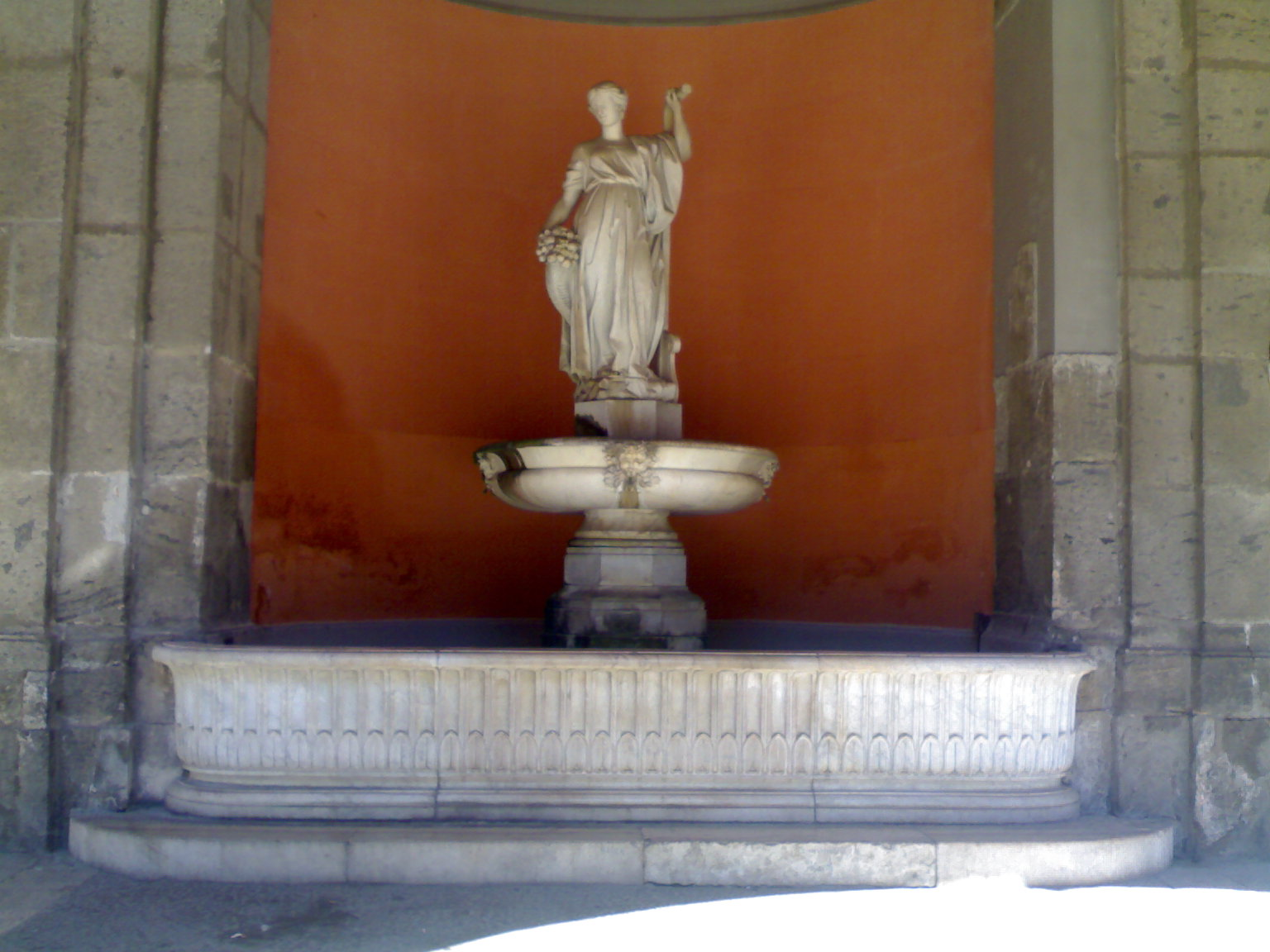
Фонтан Фортуни.

Перший — двір курдонер, він зберігає форми, задані ще архітектором Доменіко Фонтана. У 19 столітті у дворику облаштували новий фонтан Фортуни.
Ліворуч від двору курдонеру розташований двір карет. Неподалік двір Бельведер. Окремий двір розташований з боку Галереї Умберто І. У період 1838—1840 рр. за проектом Гаетано Дженовезе в цьому дворі створили сад. Серед рослин саду розмістили скульптуру «Алегорія Італії» роботи Франческо Лібері в стилі академізму.

## Галерея вибраних світлин палацу

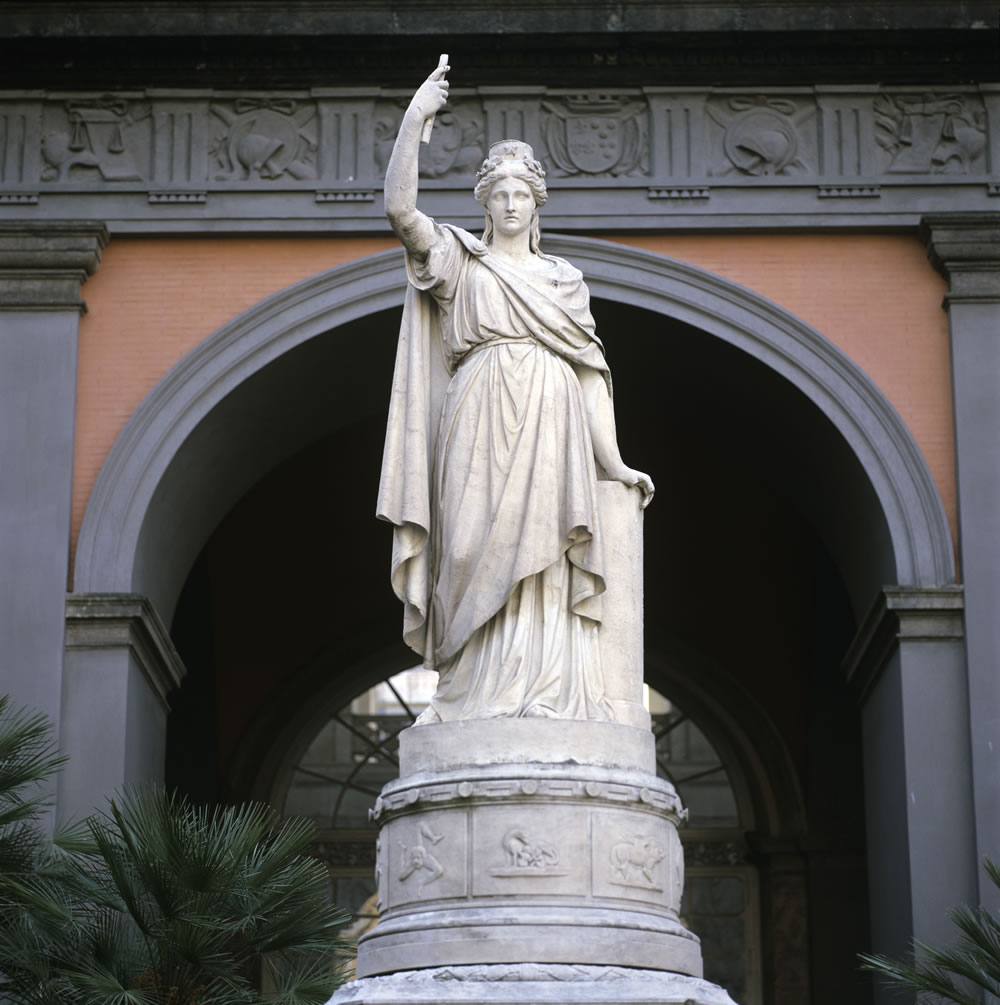
Скульптор Франческо Ліберті. «Алегорія Італії», 1861 р.
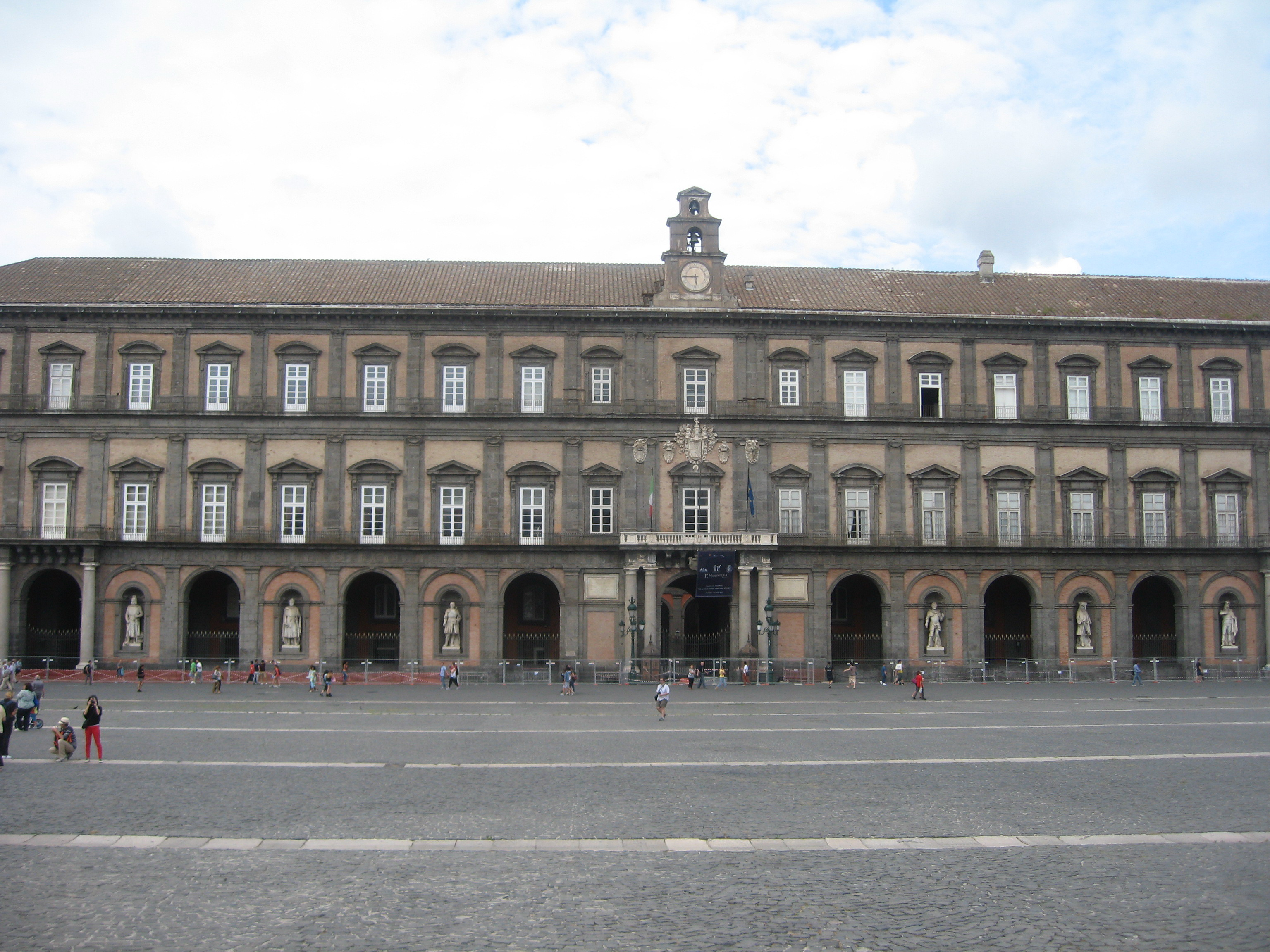
Фасад бічного корпусу на площу Плебісциту
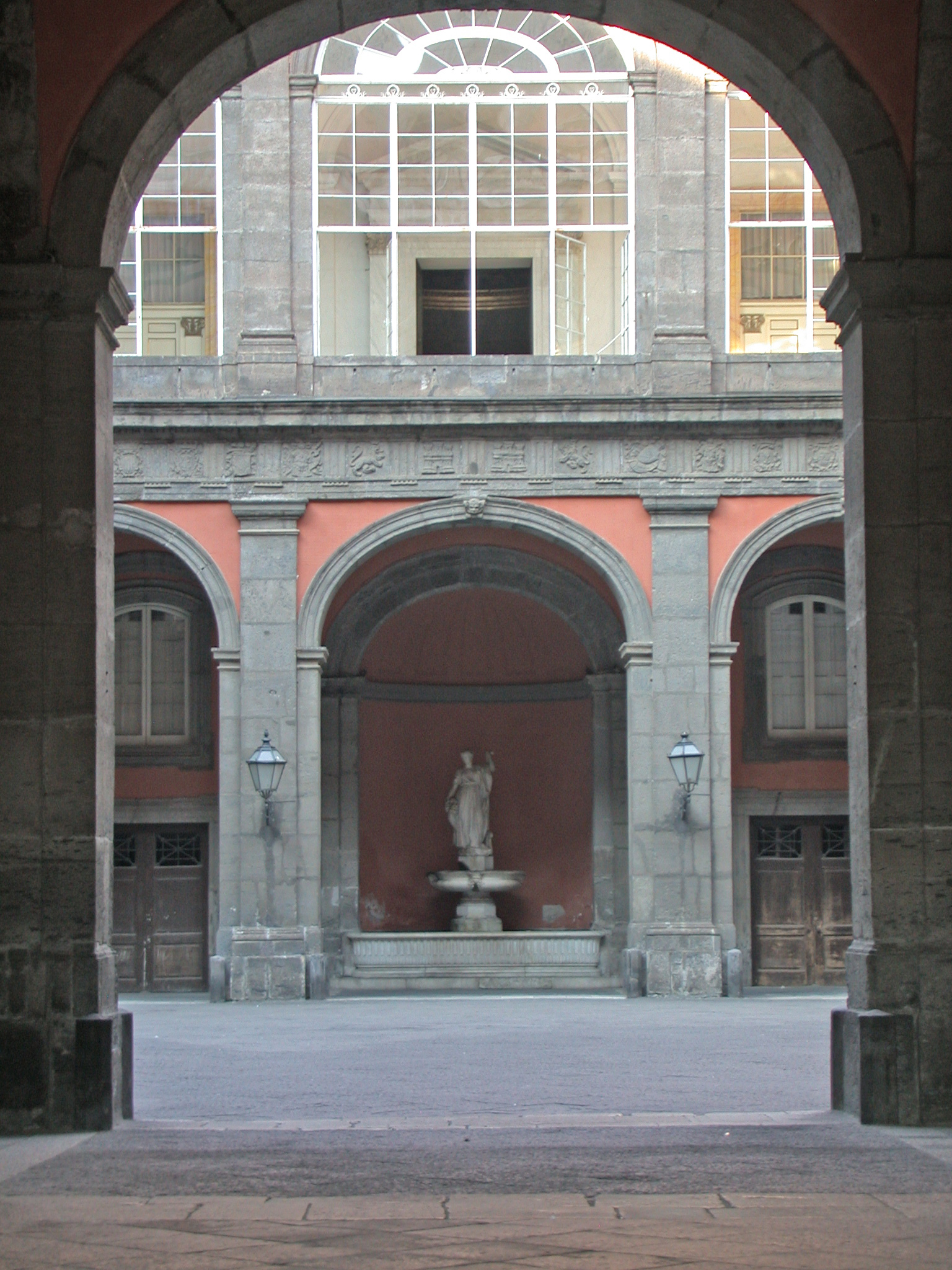
Внутрішній двори палацу
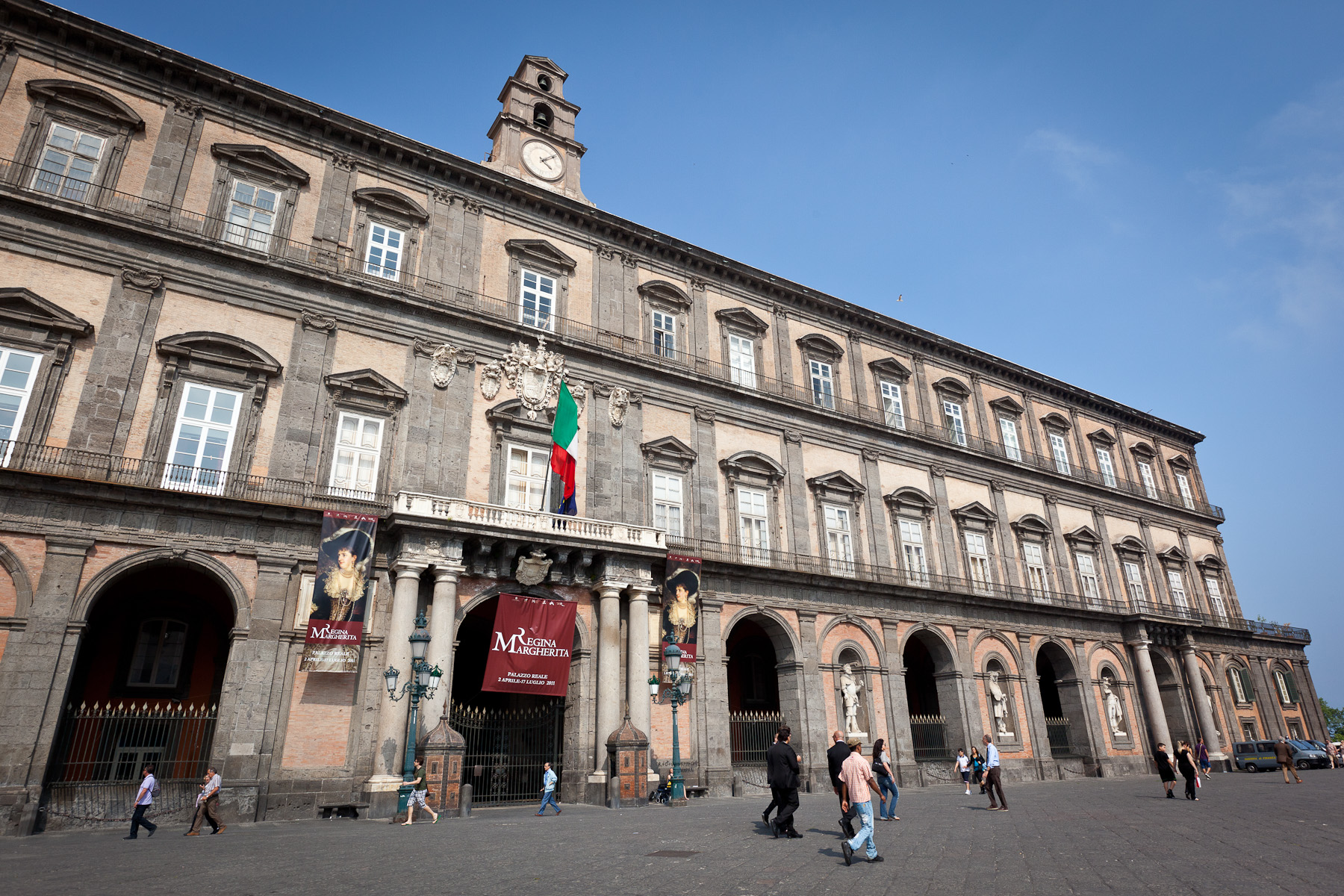
Фасад бічного корпусу
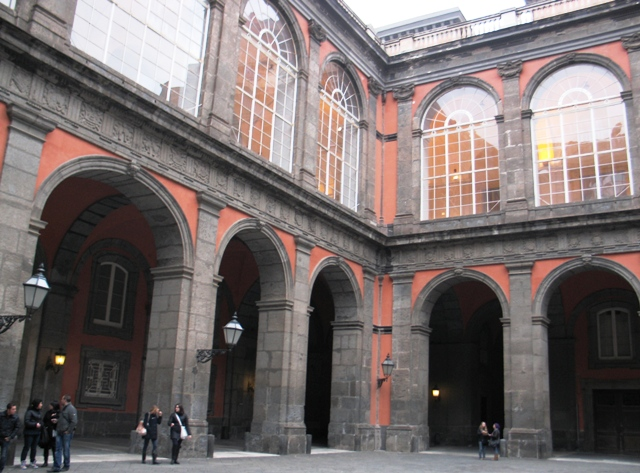
Галереї внутрішнього дворику

## Королівська каплиця Вознесіння
Каплиця Вознесіння була створена у 17 ст. за проектом архітектора Козімо Фанзаго (1591—1678) в стилі бароко. У першій половині 19 ст. каплица пройшла реконструкцію (архітектори Антоніо де Сімоне та Гаетано Дженовезе). Конструкція споруди 17 століття залишилась незмінною, але її декор поміняли. Апсиду декорували штучним мармуром і задали ритм пілястрами. Над мамуровими панелями створений стінопис зі святими, що нагадує подібний у вівтарях візантійської доби.
За наказом наполеонівського генерала Мюрата у каплиці в стилістиці класицизму розташували старовинний вівтар 17 ст., виготовлений 1674 року для церкви Санта Тереза дельї Скальці і перенесений у Королівську каплицю. Вівтар в стилі бароко із використанням золоченої бронзи та напівкоштовних каменів виконали за проектом Діонісіо Лаццарі (1617—1689).

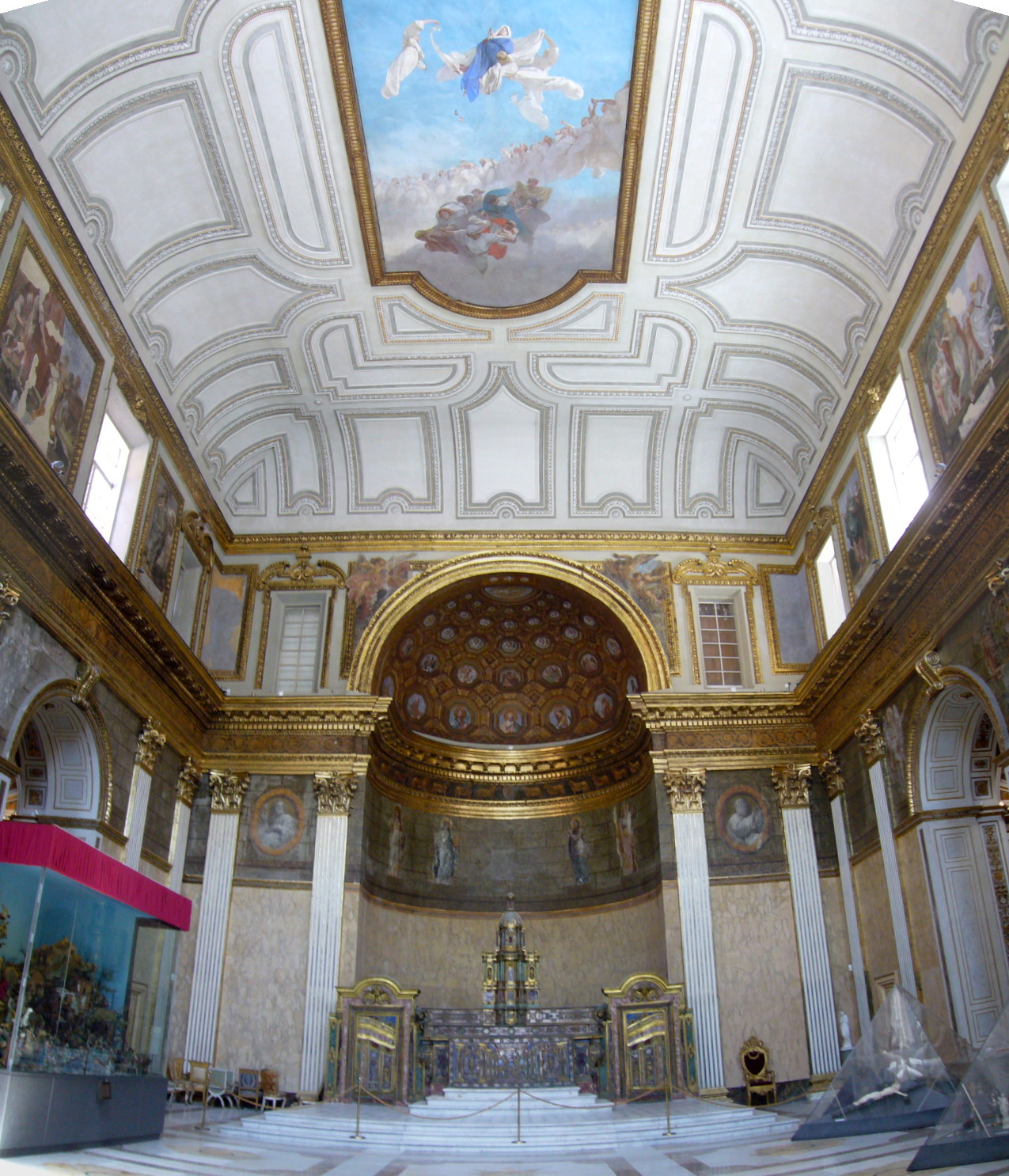
Королівська каплиця, загальний вигляд
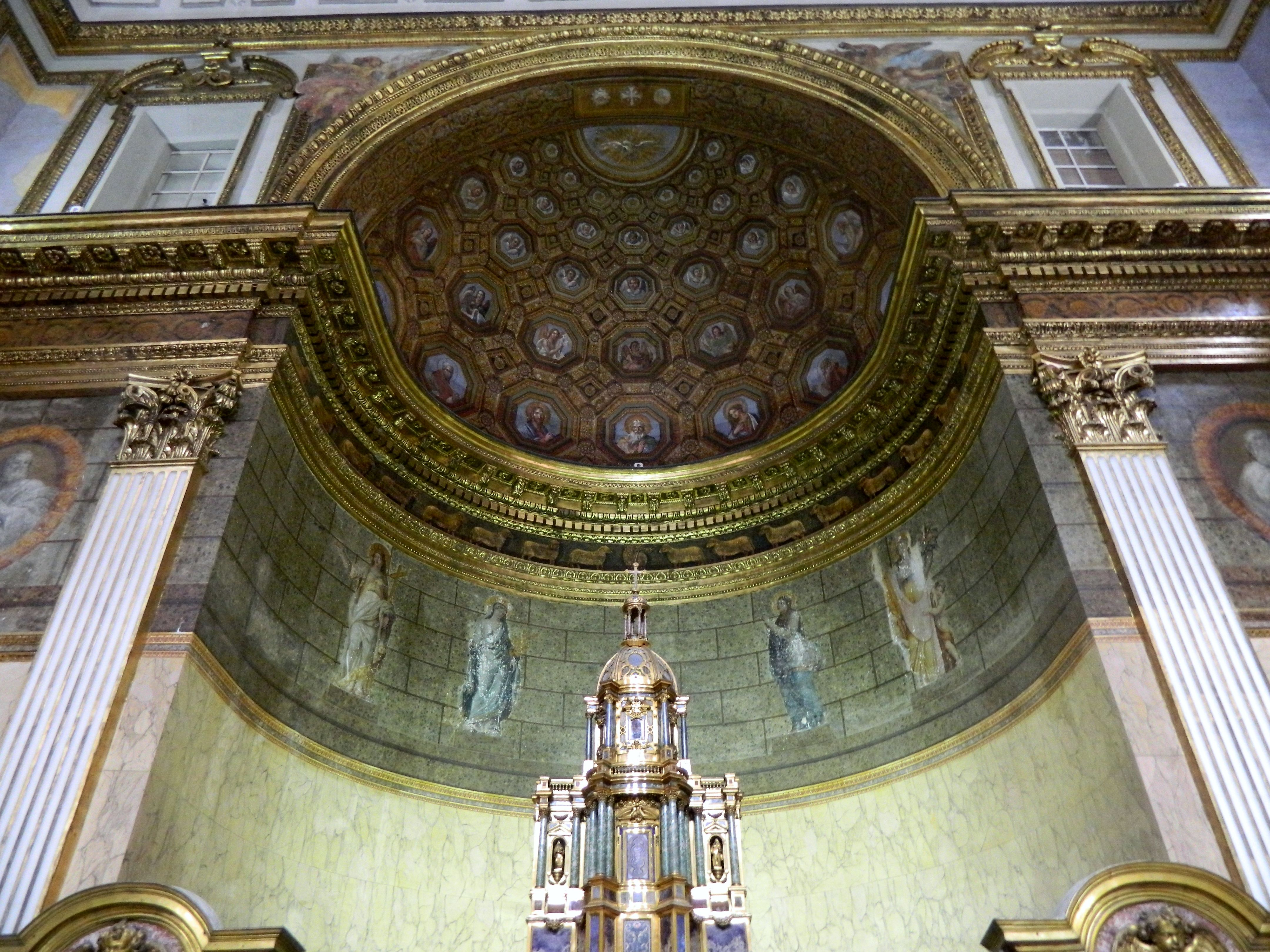
Декор абсиди каплиці штучним мармуром.
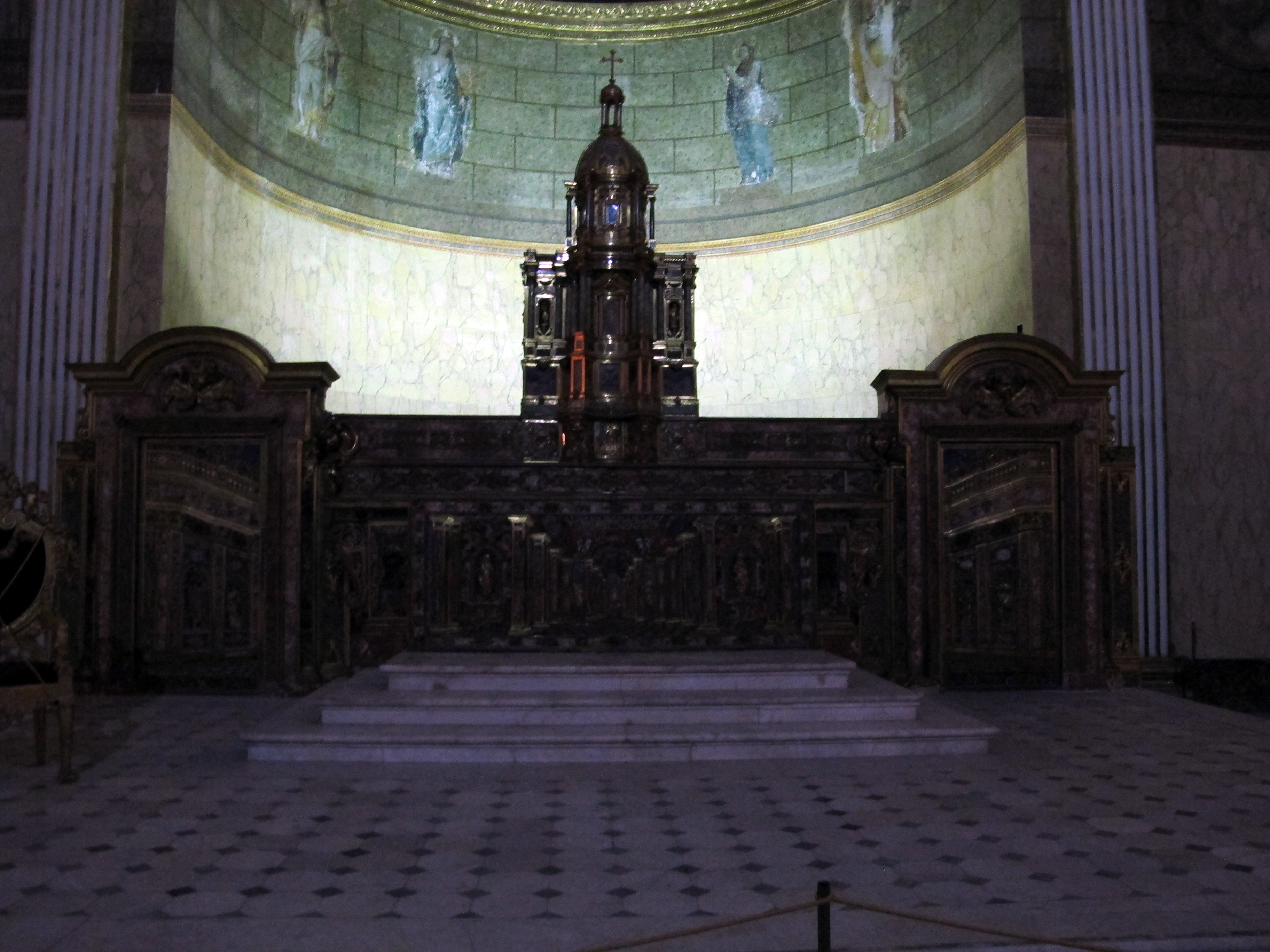
Вівтар роботи Діонісіо Лаццарі
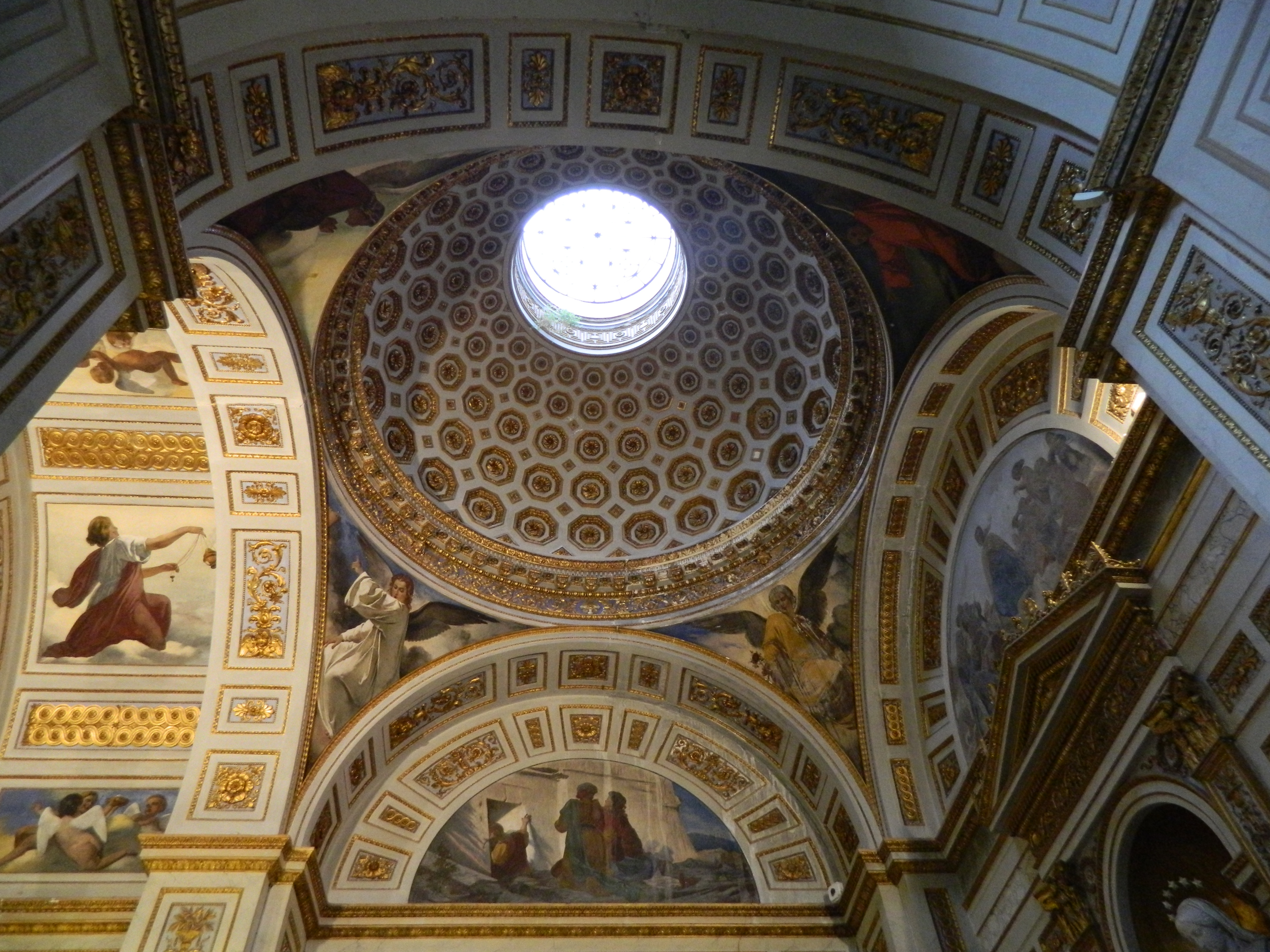
Склепіння Королівської каплиці
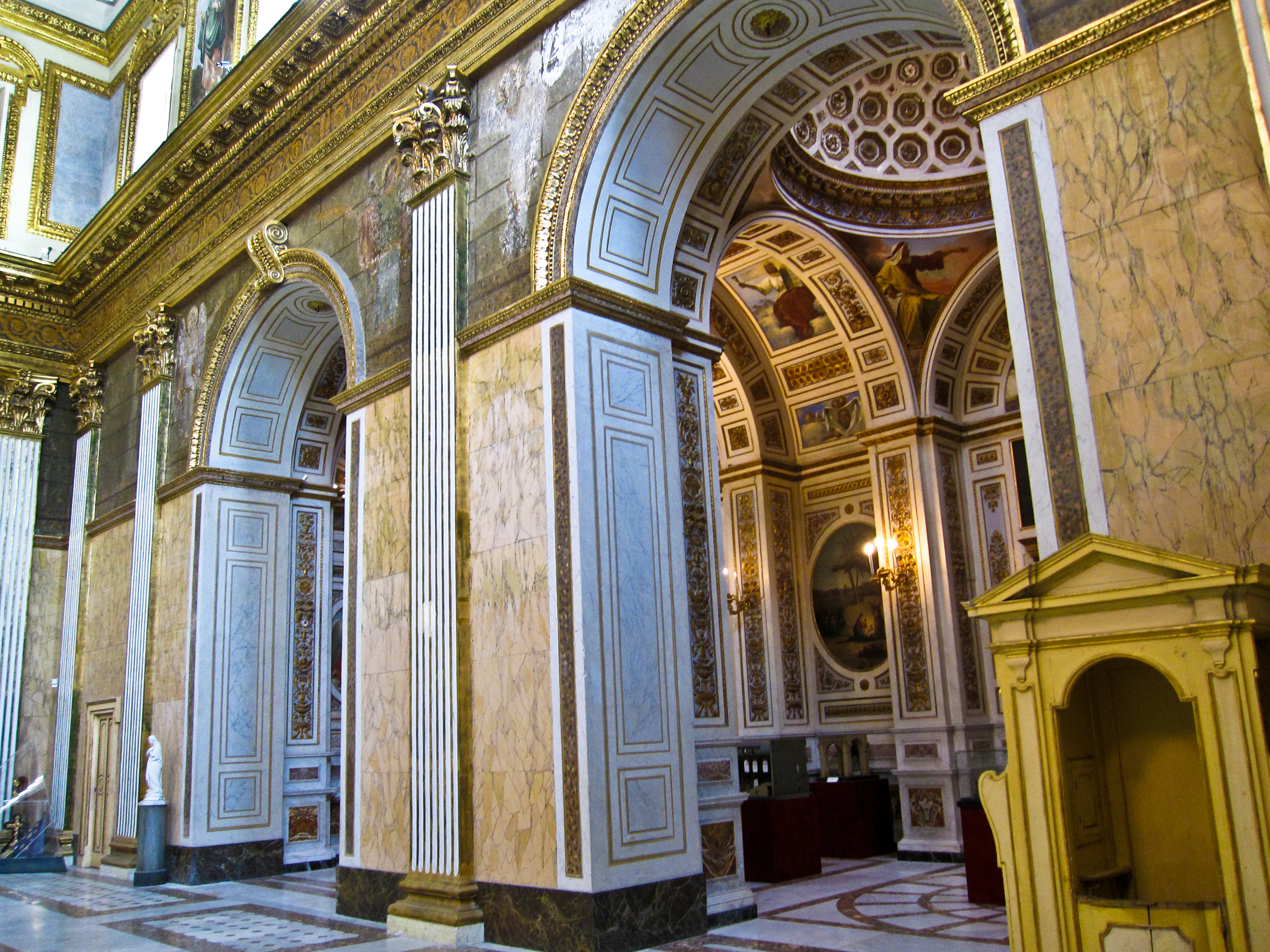
Вхід до каплиці із апартаментів